# 奧尼爾 (佛羅里達州)
奧尼爾（英語：O'Neil）是位於美國佛羅里達州拿騷縣的一個非建制地區。該地的面積和人口皆未知。

## 地理
奧尼爾的座標為30°37′02″N 81°30′52″W / 30.61722°N 81.51444°W，而該地的平均海拔高度為4米（即13英尺）。